# Albert Hirsch

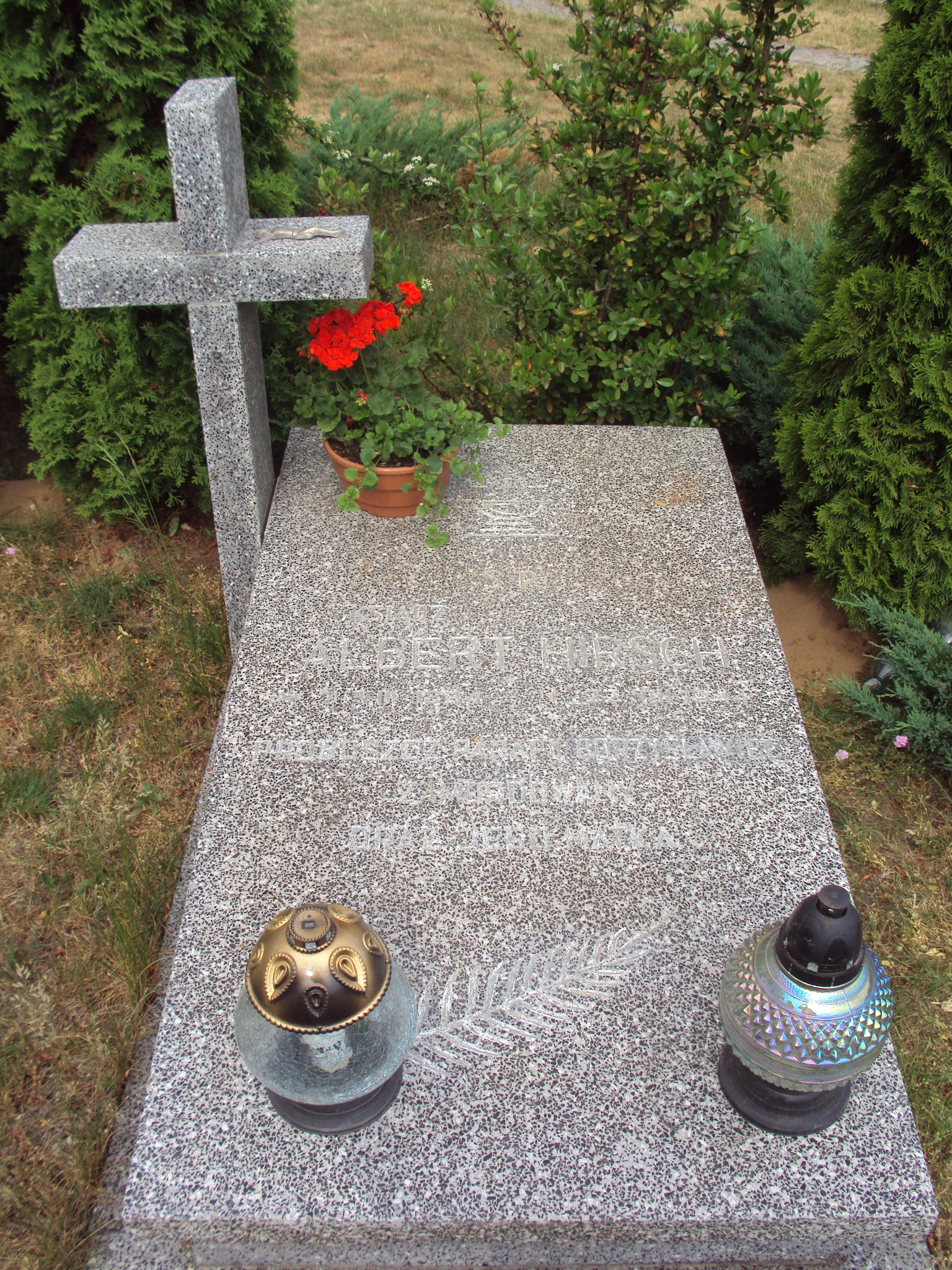
Grób Alberta Hirscha w Borzysławcu

Albert Hirsch (ur. 1894, zm. 22 sierpnia 1944 w Zuchthaus Gollnow) – niemiecki ksiądz rzymskokatolicki, przeciwnik narodowego socjalizmu. Bronił praw i godności maltretowanych polskich robotników przymusowych, za co został zamęczony w obozie pracy.

## Życiorys
Od 1931 był proboszczem parafii w Luisenthal (obecnym Borzysławcu), przybywając z Berlina. Od 1939 narastały szykany ze strony lokalnych nazistów na proboszcza, to jednak nie zastraszyło go w pomocy polskim robotnikom przymusowym. W 1943 został aresztowany w ramach akcji przeprowadzonej przez gestapo, a wymierzonej w katolickie duchowieństwo na Pomorzu w ramach tzw. Fall Stettin. Trybunał Ludowy w Szczecinie orzekł, że publicznie głosił antynazistowskie poglądy i pomagał Polakom. 22 sierpnia 1944 został zamęczony w nazistowskim więzieniu w Goleniowie. Jego grób znajduje się na cmentarzu parafialnym w Borzysławcu, obok grobu matki.

## Pamięć
W krypcie katedry św. Jadwigi Śląskiej w Berlinie-Mitte znajduje się tablica pamiątkowa ku jego czci

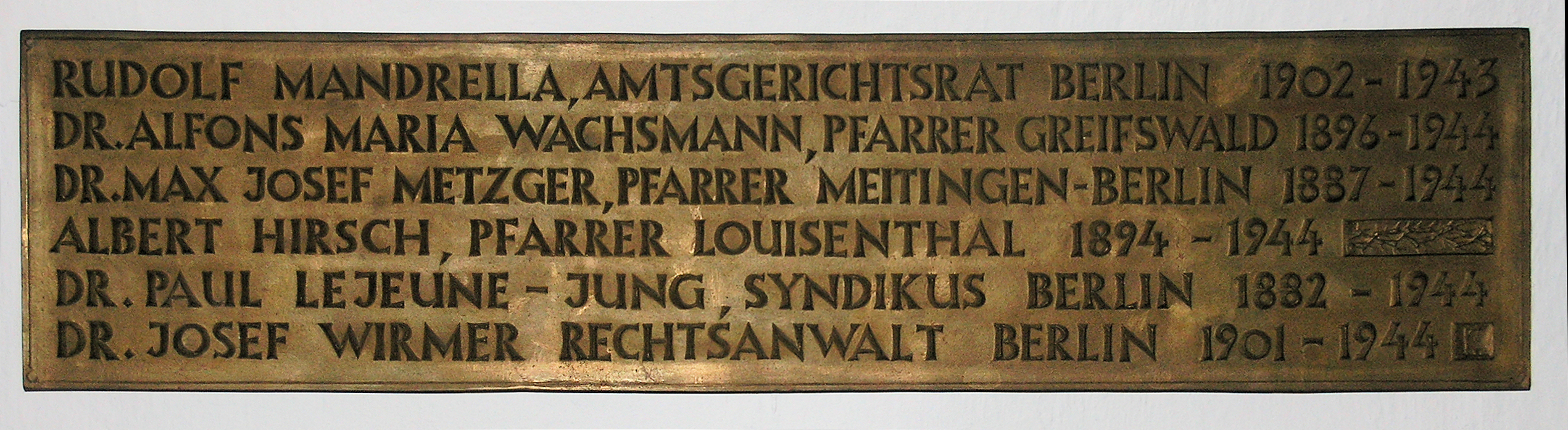
Część tablicy poświęcona pamięci katolików z archidiecezji berlińskiej zamordowanych przez nazistów, znajdująca się w katedrze św Jadwigi Śląskiej w Berlinie